# Krzysztof Lisek
Krzysztof Lisek (ur. 28 maja 1967 w Gdańsku) – polski polityk i przedsiębiorca, poseł na Sejm V i VI kadencji, poseł do Parlamentu Europejskiego VII kadencji.

## Życiorys
Po nauce w liceum ogólnokształcącym rozpoczął (ostatecznie nieukończone) studia na Wydziale Lekarskim Akademii Medycznej w Gdańsku. W 2013 obronił licencjat na kierunku stosunki międzynarodowe w Szkole Wyższej Prawa i Dyplomacji w Gdyni, a w 2017 uzyskał tytuł zawodowy magistra na kierunku bezpieczeństwo narodowe na Akademii Marynarki Wojennej w Gdyni.
Był jednym z założycieli Niezależnego Zrzeszenia Studentów, w latach 1991–1993 pełnił funkcję przewodniczącego tej organizacji. W 1993 poprzez Gdańską Fundację Integracji Europejskiej wprowadził w Polsce popularną kartę młodzieżową EURO<26. Był również prezesem spółki prawa handlowego oraz Polskiego Stowarzyszenia Kart Młodzieżowych.
W 1990 wstąpił do Kongresu Liberalno-Demokratycznego, był członkiem władz wojewódzkich i krajowych tej partii. Później należał do Unii Wolności, z której przeszedł w 2001 do Platformy Obywatelskiej. Był sekretarzem regionu pomorskiego PO, a w 2006 został jego wiceprzewodniczącym. W latach 2005–2006 pełnił funkcję komisarza regionu warmińsko-mazurskiego PO (po rezygnacji złożonej przez przewodniczącego Marka Żylińskiego).
W 2005 z listy Platformy Obywatelskiej wybrano go na posła V kadencji w okręgu elbląskim. W wyborach parlamentarnych w 2007 po raz drugi uzyskał mandat poselski, otrzymując 25 548 głosów. W Sejmie VI kadencji był przewodniczącym Komisji Spraw Zagranicznych.
W 2009 z listy PO w wyborach do Parlamentu Europejskiego w okręgu wyborczym Olsztyn został eurodeputowanym VII kadencji. W 2010 Europarlament uchylił jego immunitet w związku z zarzutami dotyczącym domniemanego niezgłoszenia wniosku o ogłoszenie upadłości spółki prawa handlowego, w której przez kilka lat był prezesem zarządu. W czerwcu 2011 prokurator Prokuratury Okręgowej w Koszalinie przedstawił mu w związku z tą sprawą zarzuty. W lutym 2014 za jeden z czynów został nieprawomocnie skazany na karę pozbawienia wolności z warunkowym zawieszeniem jej wykonania i na karę grzywny, a w pozostałym zakresie uniewinniony wyrokiem Sądu Okręgowego w Gdańsku. Ostatecznie w marcu 2019 został uniewinniony także od ostatniego ze stawianych mu zarzutów.
W 2014 Krzysztof Lisek nie ubiegał się o reelekcję do PE. Od 2015 zatrudniony jako doradca w firmie Fipra International w Brukseli. W wyborach parlamentarnych w 2019 bezskutecznie ubiegał się o mandat posła. Od 2021 był dyrektorem programowym w International Republican Institute w Mołdawii. W 2025 wszedł w skład zarządu Fundacji „Pomoc Polakom na Wschodzie” im. Jana Olszewskiego.

## Odznaczenia
W 2011 został odznaczony gruzińskim Orderem Zwycięstwa Świętego Jerzego.

## Życie prywatne
Żonaty, ma dwoje dzieci.